# Człowiek wózków
Człowiek wózków - film polski w reżyserii Mariusza Malca o człowieku, który po stracie bliskich całe swoje życie poświęcił samodzielnie skonstruowanym wózkom. Scenariusz oparto na prawdziwej historii.
Autorem ścieżki dźwiękowej filmu jest Wojciech Waglewski, a utwór Człowiek wózków był wielokrotnie wykonywany w trakcie koncertów zespołu Voo Voo i wydawany na płytach (np. 21).
Film kręcono w Łodzi, Czarnocinie, Zgierzu. Zdjęcia powstały w czerwcu i wrześniu 2000. Trwały one 16 dni.

## Obsada
- Adam Leniec - Człowiek wózków
- Katarzyna Godlewska - Żona człowieka wózków
- Agata Kościańska - Córka człowieka wózków
- Kamila Sammler - Samotna kobieta
- Agnieszka Kowalska - Pielęgniarka
- Marek Kasprzyk - policjant Heniek
- Mariusz Słupiński - pielęgniarz